# Magyarország a 2017-es úszó-világbajnokságon
Magyarország a Budapesten megrendezésre került 2017-es úszó-világbajnokság egyik részt vevő nemzete volt.

## Versenyzők száma
| Sportág, szakág  | Magyar résztvevő | Magyar résztvevő | Magyar résztvevő |
| Sportág, szakág  | Férfi            | Nő               | Össz.            |
| Úszás            | 20               | 12               | 32               |
| Nyílt vízi úszás | 4                | 4                | 8                |
| Műugrás          | 3                | 2                | 5                |
| Szinkronúszás    | 0                | 9                | 9                |
| Vízilabda        | 13               | 13               | 26               |
| Összesen         | 40               | 40               | 80               |

## Érmesek
| Érem      | Versenyző | Versenyszám           | Dátum      |
| --------- | --- | --------------------- | ---------- |
| Aranyérem | Hosszú Katinka | női 200 m vegyes      | július 24. |
| Aranyérem | Hosszú Katinka | női 400 m vegyes      | július 30. |
| Ezüstérem | Cseh László | férfi 200 m pillangó  | július 26. |
| Ezüstérem | Hosszú Katinka | női 200 m hát         | július 29. |
| Ezüstérem | Milák Kristóf | férfi 100 m pillangó  | július 29. |
| Ezüstérem | Férfi vízilabda-válogatott Decker Ádám Decker Attila Erdélyi Balázs Gór-Nagy Miklós Hárai Balázs Hosnyánszky Norbert Manhercz Krisztián Mezei Tamás Nagy Viktor Török Béla Vámos Márton Varga Dénes Zalánki Gergő | férfi vízilabda       | július 29. |
| Ezüstérem | Verrasztó Dávid | férfi 400 m vegyes    | július 30. |
| Bronzérem | Kozma Dominik Németh Nándor Holoda Péter Bohus Richárd | férfi 4 × 100 m gyors | július 23. |
| Bronzérem | Hosszú Katinka | női 200 m pillangó    | július 27. |

## További kiemelkedő helyezettek
| Versenyző                                                                         | Versenyszám                  | Helyezés |
| --------------------------------------------------------------------------------- | ---------------------------- | -------- |
| Kapás Boglárka                                                                    | női 1500 m gyors             | 4.       |
| Kenderesi Tamás                                                                   | férfi 200 m pillangó         | 4.       |
| Rasovszky Kristóf                                                                 | férfi 10 km nyílt vízi úszás | 5.       |
| Olasz Anna                                                                        | női 25 km nyílt vízi úszás   | 5.       |
| Kapás Boglárka                                                                    | női 400 m gyors              | 5.       |
| Női vízilabda-válogatott                                                          | női vízilabda                | 5.       |
| Cseh László                                                                       | férfi 100 m pillangó         | 5.       |
| Kapás Boglárka                                                                    | női 800 m gyors              | 5.       |
| Gyurta Gergely                                                                    | férfi 25 km nyílt vízi úszás | 6.       |
| Késely Ajna                                                                       | női 400 m gyors              | 6.       |
| Kozma Dominik                                                                     | férfi 200 m gyors            | 6.       |
| Késely Ajna Jakabos Zsuzsanna Verrasztó Evelyn Hosszú Katinka (Gyurinovics Fanni) | női 4 × 200 m gyors          | 6.       |
| Bernek Péter                                                                      | férfi 200 m hát              | 6.       |
| Kozma Dominik Bohus Richárd Jakabos Zsuzsanna Verrasztó Evelyn (Németh Nándor)    | vegyes 4 × 100 m gyorsváltó  | 6.       |

## Úszás
Azok a versenyzők, akik a 2017-es magyar úszóbajnokságig versenyszámukban a két legjobb A-szintes időt teljesítették, az ob után már biztos csapattagnak számítottak. Ők csak sérülés vagy a több számban kvalifikáltak lemondása esetén veszíthették el az indulás lehetőségét. Azokban a versenyszámokban, ahol nincs két A-szintes induló július 5-ig lehetett szint teljesítéssel a csapatba kerülni.
A férfi 100 méter gyorson A-szintes Németh Nándornak az augusztus végi junior világbajnokság a fő versenye, azért a felnőtt világbajnokságon csak a váltókba nevezték.
Férfi
| Versenyző                                               | Versenyszám      | Előfutam   | Előfutam | Előfutam | Elődöntő     | Elődöntő | Elődöntő | Döntő        | Döntő     |
| Versenyző                                               | Versenyszám      | Idő        | Hely.    | Össz.    | Idő          | Hely.    | Össz.    | Idő          | Helyezés  |
| ------------------------------------------------------- | ---------------- | ---------- | -------- | -------- | ------------ | -------- | -------- | ------------ | --------- |
| Takács Krisztián                                        | 50 m gyors       | 22,18      | 5.       | 16.      | 22,05        | 7.       | 15.      | kiesett      | kiesett   |
| Lobanovszkij Maxim                                      | 50 m gyors       | 22,23      | 6.       | 18.      | kiesett      | kiesett  | kiesett  | kiesett      | kiesett   |
| Bohus Richárd                                           | 50 m hát         | 24,93      | 4.       | 9.       | 24,88        | 5.       | 10.      | kiesett      | kiesett   |
| Bohus Richárd                                           | 100 m gyors      | 48,87      | 5.       | 18.      | kiesett      | kiesett  | kiesett  | kiesett      | kiesett   |
| Kozma Dominik                                           | 100 m gyors      | 48,89      | 7.       | 21.      | kiesett      | kiesett  | kiesett  | kiesett      | kiesett   |
| Kozma Dominik                                           | 200 m gyors      | 1:46,83    | 3.       | 8.       | 1:45,87      | 3.       | 7.       | 1:45,54 NR   | 6.        |
| Bernek Péter                                            | 200 m gyors      | 1:47,79    | 9.       | 25.      | kiesett      | kiesett  | kiesett  | kiesett      | kiesett   |
| Bernek Péter                                            | 200 m hát        | 1:56,53    | 2.       | 2.       | 1:55,79 NR   | 3.       | 6.       | 1:55,58 NR   | 6.        |
| Gyurta Gergely                                          | 800 m gyors      | 8:03,87    | 9.       | 21.      |              |          |          | kiesett      | kiesett   |
| Gyurta Gergely                                          | 400 m vegyes     | 4:19,90    | 8.       | 18.      |              |          |          | kiesett      | kiesett   |
| Kalmár Ákos                                             | 400 m gyors      | 3:51,35    | 6.       | 22.      |              |          |          | kiesett      | kiesett   |
| Kalmár Ákos                                             | 1500 m gyors     | 15:23,96   | 7.       | 26.      |              |          |          | kiesett      | kiesett   |
| Rasovszky Kristóf                                       | 1500 m gyors     | 15:23,87   | 5.       | 24.      |              |          |          | kiesett      | kiesett   |
| Balog Gábor                                             | 50 m hát         | 25,56      | 9.       | 27.      | kiesett      | kiesett  | kiesett  | kiesett      | kiesett   |
| Balog Gábor                                             | 100 m hát        | 54,88      | 7.       | 21.      | kiesett      | kiesett  | kiesett  | kiesett      | kiesett   |
| Telegdy Ádám                                            | 200 m hát        | 1:57,41    | 4.       | 8.       | 1:56,69      | 5.       | 9.       | kiesett      | kiesett   |
| Financsek Gábor                                         | 50 m mell        | 28,44      | 9.       | 43.      | kiesett      | kiesett  | kiesett  | kiesett      | kiesett   |
| Gyurta Dániel                                           | 100 m mell       | 1:00,76    | 8.       | 26.      | kiesett      | kiesett  | kiesett  | kiesett      | kiesett   |
| Gyurta Dániel                                           | 200 m mell       | 2:11,28    | 6.       | 17.      | kiesett      | kiesett  | kiesett  | kiesett      | kiesett   |
| Cseh László                                             | 50 m pillangó    | 23,41      | 3.       | 8.       | 23,51        | 5.       | 11.      | kiesett      | kiesett   |
| Cseh László                                             | 100 m pillangó   | 51,55      | 4.       | 10.      | 51,16        | 2.       | 6.       | 50,92        | 5.        |
| Cseh László                                             | 200 m pillangó   | 1:54,08    | 1.       | 1.       | 1:54,22      | 1.       | 2.       | 1:53,72      | Ezüstérem |
| Milák Kristóf                                           | 100 m pillangó   | 51,23 WJ   | 2.       | 5.       | 50,77 WJ, NR | 3.       | 3.       | 50,62 WJ, NR | Ezüstérem |
| Kenderesi Tamás                                         | 200 m pillangó   | 1:55,96    | 1.       | 7.       | 1:54,98      | 2.       | 3.       | 1:54,73      | 4.        |
| Sós Dániel                                              | 200 m vegyes     | 2:01,54    | 8.       | 22.      | kiesett      | kiesett  | kiesett  | kiesett      | kiesett   |
| Verrasztó Dávid                                         | 400 m vegyes     | 4:11,89    | 1.       | 3.       |              |          |          | 4:08,38      | Ezüstérem |
| Kozma Dominik Németh Nándor Holoda Péter Bohus Richárd  | 4 × 100 m gyors  | 3:13,28 NR | 3.       | 5.       |              |          |          | 3:11,99 NR   | Bronzérem |
| Németh Nándor Grátz Benjámin Telegdy Ádám Kozma Dominik | 4 × 200 m gyors  | 7:11,10    | 5.       | 10.      |              |          |          | kiesett      | kiesett   |
| Bohus Richárd Gyurta Dániel Milák Kristóf Kozma Dominik | 4 × 100 m vegyes | 3:33,35    | 4.       | 6.       |              |          |          | 3:32,13 NR   | 7.        |

Női
| Versenyző                                                                         | Versenyszám      | Előfutam   | Előfutam | Előfutam | Elődöntő     | Elődöntő     | Elődöntő     | Döntő      | Döntő     |
| Versenyző                                                                         | Versenyszám      | Idő        | Hely.    | Össz.    | Idő          | Hely.        | Össz.        | Idő        | Helyezés  |
| --------------------------------------------------------------------------------- | ---------------- | ---------- | -------- | -------- | ------------ | ------------ | ------------ | ---------- | --------- |
| Molnár Flóra                                                                      | 50 m gyors       | 25,61      | 9.       | 28.      | kiesett      | kiesett      | kiesett      | kiesett    | kiesett   |
| Molnár Flóra                                                                      | 50 m pillangó    | 26,51      | 7.       | 19.      | kiesett      | kiesett      | kiesett      | kiesett    | kiesett   |
| Gyurinovics Fanni                                                                 | 100 m gyors      | 55,86      | 9.       | 28.      | kiesett      | kiesett      | kiesett      | kiesett    | kiesett   |
| Verrasztó Evelyn                                                                  | 200 m gyors      | 1:59,92    | 9.       | 23.      | kiesett      | kiesett      | kiesett      | kiesett    | kiesett   |
| Jakabos Zsuzsanna                                                                 | 200 m vegyes     | 2:12,10    | 4.       | 11.      | 2:11,92      | 7.           | 12.          | kiesett    | kiesett   |
| Jakabos Zsuzsanna                                                                 | 400 m vegyes     | 4:41,40    | 6.       | 12.      |              |              |              | kiesett    | kiesett   |
| Kapás Boglárka                                                                    | 400 m gyors      | 4:05,93    | 3.       | 5.       |              |              |              | 4:04,77    | 5.        |
| Kapás Boglárka                                                                    | 800 m gyors      | 8:28,93    | 3.       | 6.       |              |              |              | 8:24,41    | 5.        |
| Kapás Boglárka                                                                    | 1500 m gyors     | 16:09,60   | 3.       | 5.       |              |              |              | 16:06,27   | 4.        |
| Késely Ajna                                                                       | 400 m gyors      | 4:06,48    | 3.       | 8.       |              |              |              | 4:05,75    | 6.        |
| Késely Ajna                                                                       | 800 m gyors      | 8:32,01    | 5.       | 9.       |              |              |              | kiesett    | kiesett   |
| Késely Ajna                                                                       | 1500 m gyors     | 16:20,98   | 4.       | 8.       |              |              |              | 16:22,87   | 8.        |
| Joó Sára                                                                          | 50 m hát         | 28,91      | 5.       | 33.      | kiesett      | kiesett      | kiesett      | kiesett    | kiesett   |
| Burián Katalin                                                                    | 200 m hát        | 2:09,86    | 5.       | 11.      | 2:08,65      | 5.           | 10.          | kiesett    | kiesett   |
| Sztankovics Anna                                                                  | 50 m mell        | 31,94      | 9.       | 27.      | kiesett      | kiesett      | kiesett      | kiesett    | kiesett   |
| Sztankovics Anna                                                                  | 100 m mell       | 1:08,66    | 9.       | 25.      | kiesett      | kiesett      | kiesett      | kiesett    | kiesett   |
| Sebestyén Dalma                                                                   | 200 m mell       | 2:29,35    | 7.       | 22.      | kiesett      | kiesett      | kiesett      | kiesett    | kiesett   |
| Szilágyi Liliána                                                                  | 100 m pillangó   | 58,00      | 3.       | 10.      | 57,75        | 5.           | 9.           | kiesett    | kiesett   |
| Szilágyi Liliána                                                                  | 200 m pillangó   | 2:07,73    | 1.       | 5.       | 2:07,67      | 4.           | 7.           | 2:07,58    | 7.        |
| Hosszú Katinka                                                                    | 200 m gyors      | 1:56,43    | 2.       | 3.       | 1:55,98      | 2.           | 5.           | 1:56,35    | 7.        |
| Hosszú Katinka                                                                    | 100 m hát        | 58,80      | 1.       | 2.       | visszalépett | visszalépett | visszalépett | kiesett    | kiesett   |
| Hosszú Katinka                                                                    | 200 m hát        | 2:07,30    | 1.       | 2.       | 2:07,51      | 4.           | 7.           | 2:05,85 NR | Ezüstérem |
| Hosszú Katinka                                                                    | 200 m pillangó   | 2:07,25    | 1.       | 1.       | 2:07,37      | 3.           | 6.           | 2:06,02    | Bronzérem |
| Hosszú Katinka                                                                    | 200 m vegyes     | 2:07,49    | 1.       | 1.       | 2:07,14      | 1.           | 1.           | 2:07,00    | Aranyérem |
| Hosszú Katinka                                                                    | 400 m vegyes     | 4:33,90    | 1.       | 1.       |              |              |              | 4:29,33 CR | Aranyérem |
| Molnár Flóra Gyurinovics Fanni Verrasztó Evelyn Jakabos Zsuzsanna                 | 4 × 100 m gyors  | 3:38,90    | 4.       | 9.       |              |              |              | kiesett    | kiesett   |
| Késely Ajna Jakabos Zsuzsanna Verrasztó Evelyn Hosszú Katinka (Gyurinovics Fanni) | 4 × 200 m gyors  | 7:55,77    | 7.       | 7.       |              |              |              | 7:51,33    | 6.        |
| Burián Katalin Sztankovics Anna Szilágyi Liliána Molnár Flóra                     | 4 × 100 m vegyes | 4:03,08 NR | 4.       | 10.      |              |              |              | kiesett    | kiesett   |

Vegyes számok
| Versenyző                                                                      | Versenyszám      | Előfutam | Előfutam | Előfutam | Elődöntő | Elődöntő | Elődöntő | Döntő   | Döntő    |
| Versenyző                                                                      | Versenyszám      | Idő      | Hely.    | Össz.    | Idő      | Hely.    | Össz.    | Idő     | Helyezés |
| ------------------------------------------------------------------------------ | ---------------- | -------- | -------- | -------- | -------- | -------- | -------- | ------- | -------- |
| Kozma Dominik Bohus Richárd Jakabos Zsuzsanna Verrasztó Evelyn (Németh Nándor) | 4 × 100 m gyors  | 3:25,45  | 3.       | 4.       |          |          |          | 3:25,02 | 6.       |
| Balog Gábor Gyurta Dániel Szilágyi Liliána Jakabos Zsuzsanna                   | 4 × 100 m vegyes | kizárták | kizárták | kizárták |          |          |          | kiesett | kiesett  |

## Nyílt vízi úszás
Férfi
| Versenyző         | Versenyszám | Idő           | Helyezés      |
| ----------------- | ----------- | ------------- | ------------- |
| Papp Márk         | 5 km        | 55:28,1       | 31.           |
| Rasovszky Kristóf | 5 km        | 54:47,6       | 7.            |
| Rasovszky Kristóf | 10 km       | 1:52:01,7     | 5.            |
| Rasovszky Kristóf | 25 km       | nem ért célba | nem ért célba |
| Székelyi Dániel   | 10 km       | 1:52:35,7     | 21.           |
| Gyurta Gergely    | 25 km       | 5:04:00,7     | 6.            |

Női
| Versenyző         | Versenyszám | Idő       | Helyezés |
| ----------------- | ----------- | --------- | -------- |
| Novoszáth Melinda | 5 km        | 1:01:57,3 | 28.      |
| Juhász Janka      | 5 km        | 1:01:52,5 | 27.      |
| Olasz Anna        | 10 km       | 2:00:28,4 | 8.       |
| Olasz Anna        | 25 km       | 5:23:55,0 | 5.       |
| Sömenek Onon Kata | 10 km       | 2:04:41,2 | 27.      |
| Sömenek Onon Kata | 25 km       | 5:33:05,8 | 12.      |

Csapat
| Versenyző                                                       | Versenyszám | Idő     | Helyezés |
| --------------------------------------------------------------- | ----------- | ------- | -------- |
| Juhász Janka Rasovszky Kristóf Novoszáth Melinda Gyurta Gergely | Csapat      | 55:23,7 | 7.       |

## Műugrás
Férfi
| Versenyző          | Versenyszám      | Selejtező | Selejtező | Elődöntő | Elődöntő | Döntő   | Döntő    |
| Versenyző          | Versenyszám      | Pont      | Hely.     | Pont     | Hely.    | Pont    | Helyezés |
| ------------------ | ---------------- | --------- | --------- | -------- | -------- | ------- | -------- |
| Bóta Botond        | 1 m műugrás      | 265,45    | 44.       |          |          | kiesett | kiesett  |
| Bóta Botond        | 3 m műugrás      | 282,20    | 51.       | kiesett  | kiesett  | kiesett | kiesett  |
| Ligárt Ábel        | 1 m műugrás      | 238,30    | 49.       |          |          | kiesett | kiesett  |
| Ligárt Ábel        | 3 m műugrás      | 249,10    | 54.       | kiesett  | kiesett  | kiesett | kiesett  |
| Somhegyi Krisztián | 10 m toronyugrás | 349,85    | 27.       | kiesett  | kiesett  | kiesett | kiesett  |

Női
| Versenyző                 | Versenyszám       | Selejtező | Selejtező | Elődöntő | Elődöntő | Döntő   | Döntő    |
| Versenyző                 | Versenyszám       | Pont      | Hely.     | Pont     | Hely.    | Pont    | Helyezés |
| ------------------------- | ----------------- | --------- | --------- | -------- | -------- | ------- | -------- |
| Kormos Villő              | 10 m toronyugrás  | 265,15    | 28.       | kiesett  | kiesett  | kiesett | kiesett  |
| Gondos Flóra Kormos Villő | 3 m szinkronugrás | 237,54    | 17.       |          |          | kiesett | kiesett  |

## Szinkronúszás
| Versenyző  | Versenyszám           | Selejtező | Selejtező | Döntő   | Döntő   |
| Versenyző  | Versenyszám           | Pont      | Hely      | Pont    | Hely    |
| ---------- | --------------------- | --------- | --------- | ------- | ------- |
| Kiss Szofi | Egyéni rövid program  | 78,7579   | 13.       | kiesett | kiesett |
| Kiss Szofi | Egyéni szabad program | 79,4000   | 17.       | kiesett | kiesett |

| Versenyző                 | Versenyszám          | Selejtező | Selejtező | Döntő   | Döntő   |
| Versenyző                 | Versenyszám          | Pont      | Hely      | Pont    | Hely    |
| ------------------------- | -------------------- | --------- | --------- | ------- | ------- |
| Kiss Szofi Schwarcz Anett | Páros rövid program  | 77,8583   | 19.       | kiesett | kiesett |
| Kiss Szofi Schwarcz Anett | Páros szabad program | 79,8333   | 20.       | kiesett | kiesett |

| Versenyző | Versenyszám           | Selejtező | Selejtező | Döntő   | Döntő   |
| Versenyző | Versenyszám           | Pont      | Hely      | Pont    | Hely    |
| --- | --------------------- | --------- | --------- | ------- | ------- |
| Dávid Janka Krisztina Schwarcz Anett Kertai Lili Rényi Luca Kiss Szofi Lukovszky Sarolta Riemer Alexandra Barbara Kézdi Fanni (Hungler Szabina Mercédesz Kassai Kamilla Péntek Lili Hajnal Thuróczy Karolina Mylan) | Csapat rövid program  | 76,9077   | 15.       | kiesett | kiesett |
| Dávid Janka Krisztina Kézdi Fanni Rényi Luca Schwarcz Anett Kertai Lili Kiss Szofi Riemer Alexandra Barbara Thuróczy Karolina Mylan (Hungler Szabina Mercédesz Kassai Kamilla Péntek Lili Hajnal Lukovszky Sarolta) | Csapat szabad program | 78,3333   | 16.       | kiesett | kiesett |

## Vízilabda

### Férfi
A magyar férfi vízilabda-válogatott kerete:
| Magyar férfi vízilabdacsapat-játékoskeret | Magyar férfi vízilabdacsapat-játékoskeret | Magyar férfi vízilabdacsapat-játékoskeret | Magyar férfi vízilabdacsapat-játékoskeret | Magyar férfi vízilabdacsapat-játékoskeret | Magyar férfi vízilabdacsapat-játékoskeret | Magyar férfi vízilabdacsapat-játékoskeret |
|                                           | Név                                       | Poszt                                     | Klub                                      | Magasság                                  | Súly                                      | Kor (2017. július 17. szerint)            |
| ----------------------------------------- | ----------------------------------------- | ----------------------------------------- | ----------------------------------------- | ----------------------------------------- | ----------------------------------------- | ----------------------------------------- |
| 1                                         | Nagy Viktor                               | K                                         | Szolnoki VSC                              | 198                                       | 100                                       | 1984. július 24. (32 évesen)              |
| 2                                         | Török Béla                                | M                                         | BVSC                                      | 202                                       |                                           | 1990. március 23. (27 évesen)             |
| 3                                         | Manhercz Krisztián                        | M                                         | Ferencvárosi TC                           | 192                                       |                                           | 1997. február 6. (20 évesen)              |
| 4                                         | Zalánki Gergő                             | M                                         | OSC                                       | 193                                       |                                           | 1995. február 26. (22 évesen)             |
| 5                                         | Vámos Márton                              | M                                         | Ferencvárosi TC                           | 199                                       | 105                                       | 1992. június 24. (25 évesen)              |
| 6                                         | Hosnyánszky Norbert                       | M                                         | ZF-Eger                                   | 196                                       | 105                                       | 1984. március 4. (33 évesen)              |
| 7                                         | Decker Ádám                               | M                                         | ZF-Eger                                   | 203                                       | 110                                       | 1984. február 18. (33 évesen)             |
| 8                                         | Gór-Nagy Miklós                           | M                                         | OSC                                       | 192                                       |                                           | 1983. január 8. (34 évesen)               |
| 9                                         | Erdélyi Balázs                            | M                                         | OSC                                       | 196                                       |                                           | 1990. február 16. (27 évesen)             |
| 10                                        | Varga Dénes                               | M                                         | Ferencvárosi TC                           | 193                                       | 97                                        | 1987. március 29. (30 évesen)             |
| 11                                        | Mezei Tamás                               | M                                         | Szolnoki VSC                              |                                           |                                           | 1990. szeptember 14. (26 évesen)          |
| 12                                        | Hárai Balázs                              | M                                         | ZF-Eger                                   | 203                                       | 115                                       | 1987. április 5. (30 évesen)              |
| 13                                        | Decker Attila                             | K                                         | Honvéd                                    | 197                                       | 96                                        | 1987. augusztus 25. (29 évesen)           |
| Szövetségi kapitány: Märcz Tamás          |                                           |                                           |                                           |                                           |                                           |                                           |

Csoportkör
B csoport
| Hely. | Csapat           | M | Gy | D | V | G+ | G– | Gk  | P | Továbbjutás                |
| ----- | ---------------- | - | -- | - | - | -- | -- | --- | - | -------------------------- |
| 1.    | Magyarország (R) | 3 | 2  | 1 | 0 | 35 | 19 | +16 | 5 | Továbbjut a negyeddöntőbe  |
| 2.    | Olaszország      | 3 | 2  | 1 | 0 | 40 | 23 | +17 | 5 | Továbbjut a nyolcaddöntőbe |
| 3.    | Ausztrália       | 3 | 1  | 0 | 2 | 19 | 36 | −17 | 2 | Továbbjut a nyolcaddöntőbe |
| 4.    | Franciaország    | 3 | 0  | 0 | 3 | 26 | 42 | −16 | 0 |                            |

1. 1 2  Ausztrália elleni gólkülönbségeik: Magyarország +10 gk., Olaszország +8 gk.

| 2017. július 17. 20:10 | Ausztrália           | 3–13        | Magyarország | Hajós Alfréd Nemzeti Sportuszoda, Budapest Játékvezetők: Andrej Franulović (CRO), Steven Rotsart (USA) |
| 2017. július 17. 20:10 | (1–1, 1–4, 1–2, 0–6) |             |              | Hajós Alfréd Nemzeti Sportuszoda, Budapest Játékvezetők: Andrej Franulović (CRO), Steven Rotsart (USA) |
| 2017. július 17. 20:10 | három játékos 1      | Jegyzőkönyv | Varga 4      | Hajós Alfréd Nemzeti Sportuszoda, Budapest Játékvezetők: Andrej Franulović (CRO), Steven Rotsart (USA) |

| 2017. július 19. 20:10 | Magyarország         | 9–9         | Olaszország | Hajós Alfréd Nemzeti Sportuszoda, Budapest Játékvezetők: Szergej Naumov (RUS), Matan Schwartz (ISR) |
| 2017. július 19. 20:10 | (4–4, 2–1, 1–3, 2–1) |             |             | Hajós Alfréd Nemzeti Sportuszoda, Budapest Játékvezetők: Szergej Naumov (RUS), Matan Schwartz (ISR) |
| 2017. július 19. 20:10 | Varga, Vámos 3       | Jegyzőkönyv | Renzuto 3   | Hajós Alfréd Nemzeti Sportuszoda, Budapest Játékvezetők: Szergej Naumov (RUS), Matan Schwartz (ISR) |

| 2017. július 21. 20:10 | Franciaország        | 7–13        | Magyarország | Hajós Alfréd Nemzeti Sportuszoda, Budapest Játékvezetők: Radoslaw Koryzna (POL), Szergej Naumov (RUS) |
| 2017. július 21. 20:10 | (1–6, 3–2, 1–3, 2–2) |             |              | Hajós Alfréd Nemzeti Sportuszoda, Budapest Játékvezetők: Radoslaw Koryzna (POL), Szergej Naumov (RUS) |
| 2017. július 21. 20:10 | Marzouki 4           | Jegyzőkönyv | Vámos 4      | Hajós Alfréd Nemzeti Sportuszoda, Budapest Játékvezetők: Radoslaw Koryzna (POL), Szergej Naumov (RUS) |

Negyeddöntő
| 2017. július 25. 20:30 | Magyarország         | 14–5        | Oroszország | Hajós Alfréd Nemzeti Sportuszoda, Budapest Játékvezetők: Alessandro Severo (ITA), Francesc Buch (ESP) |
| 2017. július 25. 20:30 | (5–0, 3–1, 3–3, 3–1) |             |             | Hajós Alfréd Nemzeti Sportuszoda, Budapest Játékvezetők: Alessandro Severo (ITA), Francesc Buch (ESP) |
| 2017. július 25. 20:30 | Hosnyánszky, Varga 4 | Jegyzőkönyv | Bugajcsuk 2 | Hajós Alfréd Nemzeti Sportuszoda, Budapest Játékvezetők: Alessandro Severo (ITA), Francesc Buch (ESP) |

Elődöntő
| 2017. július 27. 20:30 | Görögország          | 5–7         | Magyarország         | Hajós Alfréd Nemzeti Sportuszoda, Budapest Játékvezetők: Szergej Naumov (RUS), Francesc Buch (ESP) |
| 2017. július 27. 20:30 | (1–2, 3–3, 0–1, 1–1) |             |                      | Hajós Alfréd Nemzeti Sportuszoda, Budapest Játékvezetők: Szergej Naumov (RUS), Francesc Buch (ESP) |
| 2017. július 27. 20:30 | Jenidúniasz 3        | Jegyzőkönyv | Hosnyánszky, Vámos 2 | Hajós Alfréd Nemzeti Sportuszoda, Budapest Játékvezetők: Szergej Naumov (RUS), Francesc Buch (ESP) |

Döntő
| 2017. július 29. 20:30 | Magyarország         | 6–8         | Horvátország | Hajós Alfréd Nemzeti Sportuszoda, Budapest Játékvezetők: Adrian Alexandrescu (ROU), Alessandro Severo (ITA) |
| 2017. július 29. 20:30 | (0–4, 2–0, 2–2, 2–2) |             |              | Hajós Alfréd Nemzeti Sportuszoda, Budapest Játékvezetők: Adrian Alexandrescu (ROU), Alessandro Severo (ITA) |
| 2017. július 29. 20:30 | Vámos 3              | Jegyzőkönyv | Sukno 3      | Hajós Alfréd Nemzeti Sportuszoda, Budapest Játékvezetők: Adrian Alexandrescu (ROU), Alessandro Severo (ITA) |

| Csapat       | Helyezés  |
| ------------ | --------- |
| Magyarország | Ezüstérem |

### Női
A magyar női vízilabda-válogatott kerete:
| Magyar női vízilabdacsapat-játékoskeret | Magyar női vízilabdacsapat-játékoskeret | Magyar női vízilabdacsapat-játékoskeret | Magyar női vízilabdacsapat-játékoskeret | Magyar női vízilabdacsapat-játékoskeret | Magyar női vízilabdacsapat-játékoskeret | Magyar női vízilabdacsapat-játékoskeret |
|                                         | Név                                     | Poszt                                   | Klub                                    | Magasság                                | Súly                                    | Kor (2017. július 16. szerint)          |
| --------------------------------------- | --------------------------------------- | --------------------------------------- | --------------------------------------- | --------------------------------------- | --------------------------------------- | --------------------------------------- |
| 1                                       | Gangl Edina                             | K                                       | UVSE                                    | 180                                     | 70                                      | 1990. június 25. (27 évesen)            |
| 2                                       | Czigány Dóra                            | M                                       | UVSE                                    | 170                                     | 62                                      | 1992. október 23. (24 évesen)           |
| 3                                       | Antal Dóra                              | M                                       | California Golden Bears                 | 168                                     | 60                                      | 1993. szeptember 9. (23 évesen)         |
| 4                                       | Gurisatti Gréta                         | M                                       | Dunaújvárosi FVE                        |                                         |                                         | 1996. május 14. (21 évesen)             |
| 5                                       | Szűcs Gabriella                         | M                                       | UVSE                                    | 183                                     | 71                                      | 1988. március 7. (29 évesen)            |
| 6                                       | Takács Orsolya                          | M                                       | BVSC                                    | 190                                     | 85                                      | 1985. május 20. (32 évesen)             |
| 7                                       | Illés Anna                              | M                                       | California Golden Bears                 | 180                                     | 73                                      | 1994. február 21. (23 évesen)           |
| 8                                       | Keszthelyi Rita                         | M                                       | UVSE                                    | 177                                     | 70                                      | 1991. december 10. (25 évesen)          |
| 9                                       | Tóth Ildikó                             | M                                       | UVSE                                    | 176                                     | 64                                      | 1987. április 23. (30 évesen)           |
| 10                                      | Bujka Barbara                           | M                                       | Szegedi Vízmű                           | 175                                     | 84                                      | 1986. szeptember 5. (30 évesen)         |
| 11                                      | Csabai Dóra                             | M                                       | UVSE                                    | 175                                     | 64                                      | 1989. április 20. (28 évesen)           |
| 12                                      | Szilágyi Dorottya                       | M                                       | Dunaújvárosi FVE                        |                                         |                                         | 1996. november 10. (20 évesen)          |
| 13                                      | Kasó Orsolya                            | K                                       | Dunaújvárosi FVE                        | 179                                     | 69                                      | 1988. november 22. (28 évesen)          |
| Szövetségi kapitány: Bíró Attila        |                                         |                                         |                                         |                                         |                                         |                                         |

Csoportkör
C csoport
| Hely. | Csapat           | M | Gy | D | V | G+ | G– | Gk  | P | Továbbjutás                   |
| ----- | ---------------- | - | -- | - | - | -- | -- | --- | - | ----------------------------- |
| 1.    | Magyarország (R) | 3 | 3  | 0 | 0 | 54 | 24 | +30 | 6 | Továbbjutott a negyeddöntőbe  |
| 2.    | Hollandia        | 3 | 2  | 0 | 1 | 45 | 20 | +25 | 4 | Továbbjutott a nyolcaddöntőbe |
| 3.    | Franciaország    | 3 | 1  | 0 | 2 | 16 | 49 | −33 | 2 | Továbbjutott a nyolcaddöntőbe |
| 4.    | Japán            | 3 | 0  | 0 | 3 | 27 | 49 | −22 | 0 |                               |

| 2017. július 16. 20:10 | Japán                | 11–20       | Magyarország | Hajós Alfréd Nemzeti Sportuszoda, Budapest Játékvezetők: Steven Rotsart (USA), Alessandro Severo (ITA) |
| 2017. július 16. 20:10 | (1–4, 3–8, 2–5, 5–3) |             |              | Hajós Alfréd Nemzeti Sportuszoda, Budapest Játékvezetők: Steven Rotsart (USA), Alessandro Severo (ITA) |
| 2017. július 16. 20:10 | Arima, Jamamoto 4    | Jegyzőkönyv | Bujka 5      | Hajós Alfréd Nemzeti Sportuszoda, Budapest Játékvezetők: Steven Rotsart (USA), Alessandro Severo (ITA) |

| 2017. július 18. 20:10 | Franciaország        | 5–24        | Magyarország    | Hajós Alfréd Nemzeti Sportuszoda, Budapest Játékvezetők: Natacha Florestano (BRA), Ni Si-vej (CHN) |
| 2017. július 18. 20:10 | (0–7, 2–7, 3–6, 0–4) |             |                 | Hajós Alfréd Nemzeti Sportuszoda, Budapest Játékvezetők: Natacha Florestano (BRA), Ni Si-vej (CHN) |
| 2017. július 18. 20:10 | Millot 2             | Jegyzőkönyv | három játékos 4 | Hajós Alfréd Nemzeti Sportuszoda, Budapest Játékvezetők: Natacha Florestano (BRA), Ni Si-vej (CHN) |

| 2017. július 20. 20:10 | Hollandia            | 8–10        | Magyarország   | Hajós Alfréd Nemzeti Sportuszoda, Budapest Játékvezetők: Alessandro Severo (ITA), Steven Rotsart (USA) |
| 2017. július 20. 20:10 | (2–2, 1–1, 2–4, 3–3) |             |                | Hajós Alfréd Nemzeti Sportuszoda, Budapest Játékvezetők: Alessandro Severo (ITA), Steven Rotsart (USA) |
| 2017. július 20. 20:10 | Smit 4               | Jegyzőkönyv | négy játékos 2 | Hajós Alfréd Nemzeti Sportuszoda, Budapest Játékvezetők: Alessandro Severo (ITA), Steven Rotsart (USA) |

Negyeddöntő
| 2017. július 24. 20:30 | Magyarország         | 4–6         | Kanada   | Hajós Alfréd Nemzeti Sportuszoda, Budapest Játékvezetők: Alessandro Severo (ITA), Steven Rotsart (USA) |
| 2017. július 24. 20:30 | (0–1, 4–3, 0–1, 0–1) |             |          | Hajós Alfréd Nemzeti Sportuszoda, Budapest Játékvezetők: Alessandro Severo (ITA), Steven Rotsart (USA) |
| 2017. július 24. 20:30 | négy játékos 1       | Jegyzőkönyv | Eggens 5 | Hajós Alfréd Nemzeti Sportuszoda, Budapest Játékvezetők: Alessandro Severo (ITA), Steven Rotsart (USA) |

Az 5–8. helyért
| 2017. július 26. 15:00 | Magyarország         | 10–9        | Görögország | Hajós Alfréd Nemzeti Sportuszoda, Budapest Játékvezetők: Andrej Franulović (CRO), Benjamin Mercier (FRA) |
| 2017. július 26. 15:00 | (2–4, 1–2, 5–0, 2–3) |             |             | Hajós Alfréd Nemzeti Sportuszoda, Budapest Játékvezetők: Andrej Franulović (CRO), Benjamin Mercier (FRA) |
| 2017. július 26. 15:00 | Keszthelyi 3         | Jegyzőkönyv | Cukalá 3    | Hajós Alfréd Nemzeti Sportuszoda, Budapest Játékvezetők: Andrej Franulović (CRO), Benjamin Mercier (FRA) |

Az 5. helyért
| 2017. július 28. 13:30 | Olaszország           | 8–10        | Magyarország | Hajós Alfréd Nemzeti Sportuszoda, Budapest Játékvezetők: Steven Rotsart (USA), Francesc Buch (ESP) |
| 2017. július 28. 13:30 | (2–3, 2–3, 2–2, 2–2)  |             |              | Hajós Alfréd Nemzeti Sportuszoda, Budapest Játékvezetők: Steven Rotsart (USA), Francesc Buch (ESP) |
| 2017. július 28. 13:30 | Garibotti, Bianconi 4 | Jegyzőkönyv | Keszthelyi 3 | Hajós Alfréd Nemzeti Sportuszoda, Budapest Játékvezetők: Steven Rotsart (USA), Francesc Buch (ESP) |

| Csapat       | Helyezés |
| ------------ | -------- |
| Magyarország | 5.       |